# Hjärt-Lungfonden
Hjärt-Lungfonden är en ideell insamlingsorganisation som samlar in och delar ut pengar till hjärt-lungforskning. Fonden är den största fristående finansiären av svensk hjärt-lungforskning vid Sveriges universitetssjukhus.
Hjärt-Lungfonden bildades 1904 i kampen mot dåtidens stora folksjukdom, tuberkulos (TBC). Den kallades då Svenska Nationalföreningen mot Tuberkulos. Bakom bildandet stod bland andra läkaren Bertil Buhre, Svenska Läkaresällskapet, Kungliga Medicinalstyrelsen och Oscar II:s Jubileumsfond.
I dag fokuserar Hjärt-Lungfonden på insatser mot hjärt-, kärl- och lungsjukdomar. Förutom att samla in och fördela pengar till forskning arbetar man med att informera om sjukdomarna och om forskningens betydelse. Fonden har inga statliga bidrag och verksamheten är helt beroende av gåvor. Hjärt-Lungfonden har 90-konto och följer Giva Sverige:s kvalitetskod.
Enligt fondens egen kommunikation hade den av fonden finansierade forskningen mellan 1980-talet och 2010-talet förlängt den genomsnittliga livslängden hos hjärtinfarkt med 12–14 år. Man har även bidragit till banbrytande genombrott som hjärt-lungmaskinen, pacemakern, betablockeraren, bypassoperationen, blodkärlsvidgaren (stenten) samt propplösande behandling vid stroke.
Kristina Sparreljung är sedan 1 oktober 2014 generalsekreterare för Hjärt-Lungfonden.